# الألمنة في بولندا (1939–1945)
الألمنة أو الجرمنة في بولندا (1939-1945) عملية مكثفة لألمنة خلال الحرب العالمية الثانية قامت بها ألمانيا النازية في بولندا المحتلة. 

## خلفية أيديولوجية

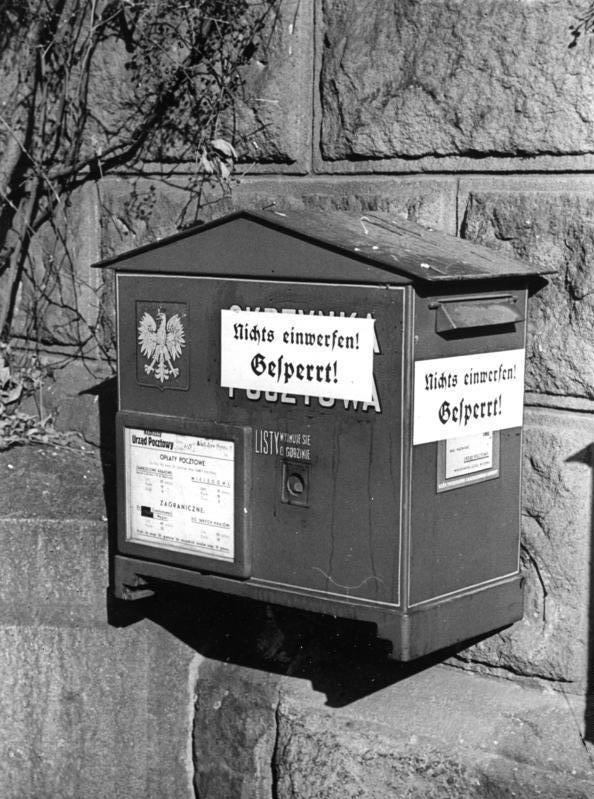
صندوق بريد خلال الاحتلال الألماني في بوزنان

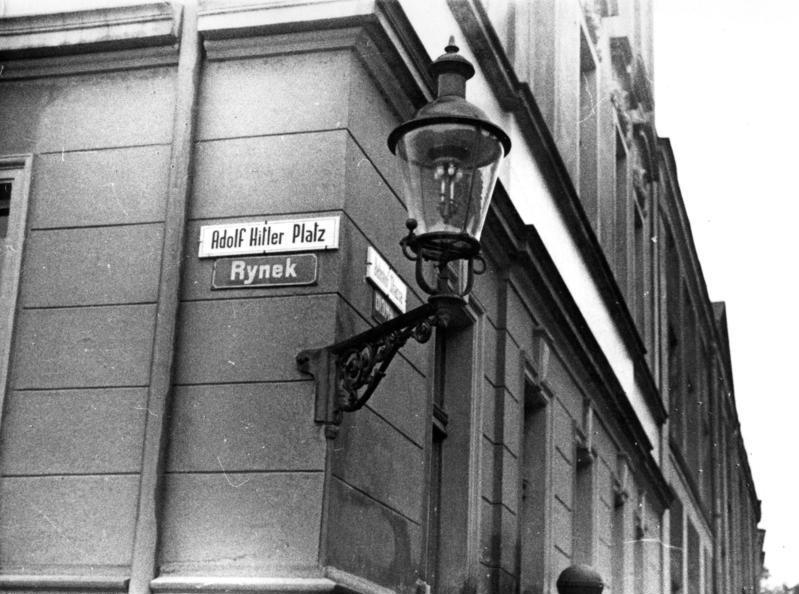
أعيد تسمية ميدان السوق القديم (ستاري رينك) في بوزنان إلى أدولف هتلر بلاتز

تم تنفيذ أكبر عملية إحلال للغة الألمانية في تلك المناطق التي استولى عليها الفيرماخت الألماني خلال الحرب العالمية الثانية. وكثيراً ما دعا أدولف هتلر في تجمعاته العامة إلى تهجير وتصفية البولنديين المقيمين في بولندا. في 25 نوفمبر 1939 في مكتب الحزب النازي للسياسة العنصرية، تشكل تقنين ايرهارد يتزيل ومذكرة غونتر هشت التي عنونت «مسألة معاملة سكان الأراضي البولندية السابقة وفقا للسياسة العنصرية» («Frage دير يموت Behandlung der Bevölkerung der ehemaligen polnischen Gebiete nach rassepolitischen Gesichtspunkten»). 